# Esporte Clube Siderúrgica
El Esporte Clube Siderúrgica es un equipo de fútbol de Brasil que juega en el Campeonato Mineiro Segunda División, la tercera categoría del estado de Minas Gerais. En los años 1960 participó en el Campeonato Brasileño de Serie A, la primera división nacional.

## Historia
Fue fundado el 31 de mayo de 1930 en el municipio de Sabará del estado de Minas Gerais por iniciativa de empleados de la Usina-Siderúrgica Belgo-Mineira y Felicio Roberto fue nombrado como el primer presidente del club. Originalmente el club iba a ser un equipo de recreación deportiva para los empleados de la empresa, pero se crearon diversos departamentos en el club formando atletas profesionales, ofreciendo beneficios deportivos y laborales luego de que se retiraran.
El 17 de agosto de 1930 el club juega su primer partido oficial y fue una derrota 4-5 ante el Alves Nogueira FC. Dos años después juega en la segunda división aficionada, donde solo estuvo un año luego de que en 1933 se volviera profesional venciendo al Palestra Itália 2-1 en su primer partido como equipo profesional.
En 1937 gana el Campeonato Mineiro por primera vez, siendo el último campeón estatal antes de la aparición de la Era Mineirao en 1964 cuando vence en la final al América Mineiro con marcador de 3-1. Un año más tarde juega por primera vez en el Campeonato Brasileño de Serie A, la primera división nacional conocida en ese entonces como Taça Brasil, siendo el primer equipo del estado de Minas Gerais en disputar un partido interestatal en el estadio Mineirao, donde eliminó en la primera ronda 4-3 al Atlético Goianiense del estado de Goiás, pero pierde en la final de la zona sur 3-5 ante el Gremio de Porto Alegre del estado de Río Grande del Sur para terminar en séptimo lugar entre 22 equipos. En ese mismo año no pudo retener el campeonato estatal al finalizar en tercer lugar.
En 1966 desciende del Campeonato Mineiro aduciendo que invirtieron demasiado en el título estatal obtenido hace dos años y que no pudieron recuperar y al año siguiente perdieron el apoyo de su principal patrocinador, la empresa Belgo-Mineira, lo que lo llevó a desaparecer su sección de fútbol profesional.
En 1993 el club regresa a jugar en el Campeonato Mineiro Segunda División tras 26 años de ausencia, pero solo jugó por cuatro años, retornando en 2007, donde se encuentra actualmente.

## Palmarés
- Campeonato Mineiro: 2

1937, 1964
- Campeonato Mineiro Módulo 2: 1

1932
- Torneo Inicio Mineiro: 4

1942, 1951, 1956, 1965
- Campeonato Mineiro de Aspirantes: 1

1938
- Torneo Zona Metalúrgica MG: 1

1959
- Copa Belo Horizonte: 1

1961
- Copa Louis Ensch: 1

1954
- Campeonato Aficionado de Sabará: 2

1969, 1986